# Richomeres
Flavius Richomeres také Ricomer (4. století – 393) byl franský válečník, římský magister militum a římský konzul na konci 4. století. Jeho synovcem byl generál Arbogast. Je možné, že je totožný s Richomerem, otcem Theodemera, který se později stal králem Franků, ale pro toto tvrzení chybí historické zdroje.
Kolem roku 377 či 378 byl Richomeres domestikos císaře Gratiana. Ve službách římské armády odešel z Galie do Thrákie, kde se zapojil do gótských válek císaře Valense, kterého se u Adrianopolu snažil přesvědčit, aby vyčkal na podporu vojska císaře Gratiana. Mezitím jejich protivník gótský vůdce Fritigern požadoval římské rukojmí, aby měl záruky míru. Mezi požadované rukojmí se přidal i Richomeres, který se ujal vůdčí pozice a vedl ostatní rukojmí do tábora Gótů. Než ale s ostatními stačil do tábora dojít, došlo k porušení dohody obou znepřátelených stran, které vyústilo v bitvu Adrianopole. Richomeres byl na bitevním poli poražen, ale rychlým ústupem si zachránil život. Valensova armáda však byla z velké části zničena a mnoho vojenských vůdců padlo, včetně samotného císaře Valense.
Kolem roku 383 byl jmenován magisterem militum per orientem (velitel východní části říše) a v roce 384 římským konzulem. V roce 388 ho Theodosius I. vyslal s jeho synovcem Arbogastem, Promotem a Timasiem proti římskému uzurpátorovi Magnusi Maximovi, kterého v bitvě porazili a následně v Aquileii popravili. Od roku 388 až do své smrti v roce 393 působil jako comes et magister utriusque militiae (nejvyšší velitel východní části říše).
Richomeres se zajímal o literaturu a znal rétoriky jakými byl Libanios či Augustin. Svému synovci Arbogastovi představil i rétorika Eugenia. O několik let později se Arbogast chopil moci v západní části římské říše. Po smrti Valentiniana II. Arbogast povýšil Eugenia na císaře, zatímco on sám zůstal vůdcem a generalissimem. V roce 393 Theodosius I. zorganizoval vojenské tažení proti Arbogastovi, přičemž Richomeres byl postaven do čela vojenské kavalerie proti vlastnímu synovci. V roce 393 Richomeres během přesunu z východu na západ, krátce před bitvou zemřel. Arbogast a Eugenius byli v následné bitvě na řece Frigidus s římskou kavalerií poraženi. Eugenius byl zajat a popraven, Arbogast před dopadením spáchal sebevraždu vlastním mečem.